# Gomphidius roseus
El Gomphidius roseus, conocido como gonfidio rosa, es un hongo agárico que crece en bosques europeos. Aunque presenta láminas, forma parte del orden Boletales, junto con los boletos. Su sombrero, de un distintivo tono rosa coral, aparece en otoño entre los pinares, siempre en cercanía del Suillus bovinus, un hongo con el que parece mantener una relación parasitaria.

## Taxonomía
Gomphidius roseus fue descrito originalmente en 1821 por el micólogo sueco Elias Magnus Fries bajo el nombre Agaricus glutinosus β roseus. Posteriormente, en 1838, Fries lo reconoció como especie independiente y lo reclasificó en el género Gomphidius.  El término genérico proviene del griego γομφος (gomphos), que significa «tapón» o «clavo de gran tamaño y forma de cuña», mientras que el nombre botánico roseus es un adjetivo latino que alude al color rosa.

## Descripción
El sombrero del Gomphidius roseus presenta una tonalidad rosa coral y suele medir hasta 5 cm de diámetro, aunque ocasionalmente puede ser más grande. Al principio tiene forma convexa, pero con la maduración se aplana y adquiere un color más cercano al ladrillo. Como ocurre con otros miembros del género, su superficie es a menudo viscosa o pegajosa, y carece de las manchas oscuras características del G. glutinosus. El pie mide entre 2,5 y 4,5 cm de alto por 0,4 a 1 cm de ancho, con un anillo poco definido. Es de color blanco, con matices rosados o vinosos, y a menudo presenta tonalidades amarillas hacia la base. La carne, blanquecina con posibles reflejos rosados, tiene un sabor y aroma muy sutiles. Las láminas, que descienden por el pie, son grises, mientras que la esporada es de color pardo negruzco.

## Distribución y hábitat
Esta especie es poco común que se encuentra en Europa, pero no está presente en América del Norte, donde aparece una especie similar de tonalidad rosa, G. subroseus. Se ha registrado su presencia en Ucrania y suele crecer en bosques de pinos, especialmente en asociación con Pinus sylvestris y el hongo Suillus bovinus, con el que mantiene una estrecha relación. A menudo permanece oculto entre la vegetación baja, y sus cuerpos fructíferos emergen durante el otoño.

## Ecología
Al igual que otros miembros de la familia Gomphidiaceae, Gomphidius roseus ha sido considerado tradicionalmente un hongo ectomicorrízico, que forma relaciones simbióticas con árboles hospedadores. Sin embargo, se encuentra exclusivamente junto al hongo Suillus bovinus, y actualmente se cree que es parasitario de su micelio.  Esta hipótesis se sustenta en observaciones microscópicas que revelan que G. roseus inserta haustorios en las células de las raíces de las plantas y no desarrolla un micelio significativo por sí mismo. Además, G. roseus nunca aparece en aislamiento, sino únicamente en presencia de S. bovinus, aunque este último sí puede crecer sin el primero.

## Comestibilidad
No es considerado tóxico, pero se le atribuye una calidad culinaria baja, por lo que no se recomienda su recolección.